# Bali (Griechenland)

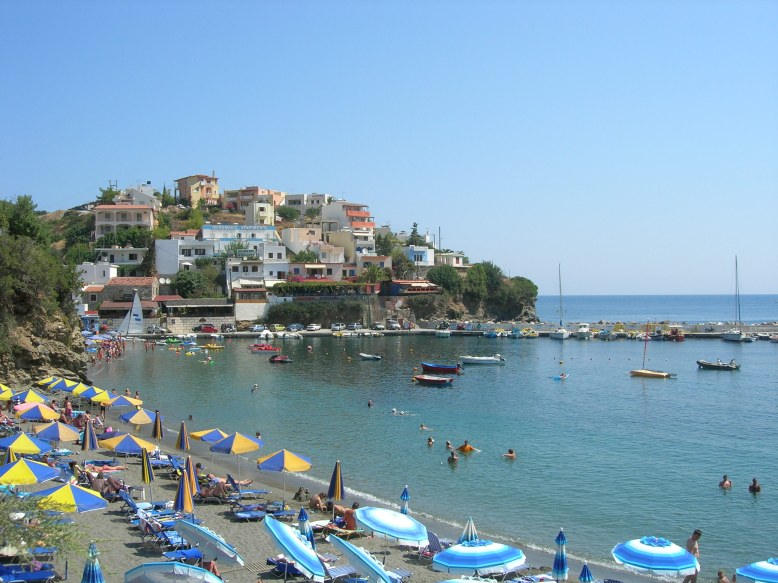
Ansicht von Bali auf Kreta, Blick auf den einstigen Ortskern

Bali (griechisch Μπαλί (n. sg.)) ist ein Badeort im Gemeindebezirk Geropotamos der Gemeinde Mylopotamos an der Nordküste der griechischen Insel Kreta, ca. 50 km westlich von Iraklio und ca. 40 km östlich von Rethymno.
Ursprünglich ein kleiner Fischerort, weist Bali heute viele Hotel- und Pensionsneubauten auf. Der Ort verfügt noch über einen kleinen Hafen, in dessen Nähe sich auch mehrere Tavernen befinden, wo der von den Fischern aus Bali gefangene Fisch serviert wird.

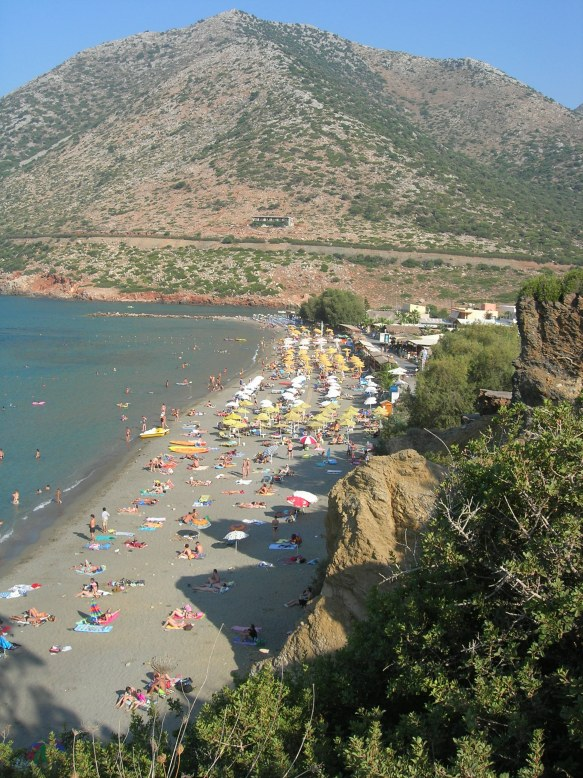
Blick auf den großen Sandstrand

## Topographie
Bali liegt in der westlichen Hälfte einer rund einen Kilometer breiten Bucht, die durch zahlreiche Felsvorsprünge in kleinere Abschnitte geteilt wird. Von der kretischen Küste kommend findet sich zuerst ein ca. 300 Meter langer Sandstrand, der von zahlreichen Restaurant und Clubs gesäumt wird. Da auf diesen Strand die Brandung weitgehend ungehindert auftritt, ist er vor allem bei Wassersportlern sehr begehrt. In Richtung des Ortskerns findet sich ein kleinerer Strand, der aufgrund seiner begrenzten Größe und seines flachen Niveaus für Familien mit Kindern geeignet ist. Rund um den ehemaligen Ortskern befinden sich ein kleiner Hafen, sowie ein Strand, der vorwiegend von den dortigen Hotels genutzt wird. Am Ende des Ortes, kurz vor dem offenen Meer, findet sich noch ein kleiner Kiesstrand mit einem vorgelagerten Felsen. Aufgrund des klaren Wassers und der zahlreichen Grotten ist dieser Strand zum Tauchen und Schnorcheln geeignet.

## Sehenswürdigkeiten
Rund um den Hafen haben sich noch Teile des alten Ortskerns erhalten. Die bedeutendste Sehenswürdigkeit Balis liegt ca. einen Kilometer südlich, oberhalb des Ortes im Hang der Hügelkette. Das dortige Kloster Agios Ioannis Prodromos ist eine kleine Einsiedelei, die nach einer Zeit des Leerstands seit den 1980er Jahren wieder von wenigen Mönchen bewohnt wird. Die Kapelle mit ihrer klassizistisch überformten Fassade stammt aus dem 17. Jahrhundert, von der Terrasse des Gebäudekomplexes bietet sich ein Blick über die Bucht von Bali.

## Weblink
Koordinaten: 35° 25′ N, 24° 47′ O